# Archamoebae
Archamoebae — тип організмів царства Амебозої.

## Загальні відомості
Відомо близько 30 видів. Розповсюджені судячи за усе по всій земній кулі, мешканці морів та прісних водойм, широко розповсюджені у донних біоценозах. Досить часто вступають у симбіоз з прокаріотами. За типом живлення — гетеротрофи.  Анаеробні організми, клітини великі, амебоїдні, іноді багатоядерні, зазвичай мають джгутик (у представників роду Pelomyxa — численні війки). Мітохондрії відсутні. Мітоз закритий, проходить в ядрі. Можуть утворювати цисти. Практичного значення не мають. Можуть культивуватись у лабораторії.